# Касперија
Касперија (итал. Casperia) је насеље у Италији у округу Ријети, региону Лацио.
Према процени из 2011. у насељу је живело 613 становника. Насеље се налази на надморској висини од 390 м.

## Становништво
| 1936. | 1951. | 1961. | 1971. | 1981. | 1991. | 2001. | 2011. |
| ----- | ----- | ----- | ----- | ----- | ----- | ----- | ----- |
| 1.722 | 1.639 | 1.352 | 1.145 | 1.035 | 1.032 | 1.081 | 1.231 |